# Hari Rud
Il Rudkhaneh-ye Hari Rud (persiano: هریرود, dari: هری رود, pashto: د هري سیند), chiamato anche Hari Rud o semplicemente Hari, è un fiume lungo 1100 chilometri che scorre dalle montagne dell'Afghanistan centrale al Turkmenistan, dove scompare nel deserto Karakum senza mai sfociare nel mare. In persiano la parola Rud significa "fiume".
Il fiume nasce nella catena montuosa Koh-i Baba, che fa parte del sistema dell'Hindu Kush, e scorre grosso modo rettilineamente verso ovest. Nell'Afghanistan occidentale l'Hari Rud scorre a sud della città di Herat, intorno a cui storicamente vi era una valle famosa per la sua fertilità e per essere intensamente coltivata. Il fiume incontra il Jam Rud in prossimità del Minareto di Jam, il secondo antico minareto più alto del mondo con i suoi 65 metri e sito iscritto nella lista dei Patrimoni dell'umanità dell'UNESCO.
Una volta superata Herat il fiume gira verso nord, formando la parte settentrionale del confine fra l'Afghanistan e l'Iran. Più a nord esso demarca la parte sud-orientale del confine fra l'Iran e il Turkmenistan.
In Turkmenistan l'Hari Rud è conosciuto col nome di Tejen o fiume Tedzhen e passa vicino alla città di Tedzhen. Anticamente, questo fiume era conosciuto col nome greco di Ἄρειος (Areios) e con il nome latino di Arius.

## Città attraversate
- Chaghcharan
- Herat